# Irugūr
Irugūr är en ort i Indien.   Den ligger i distriktet Coimbatore och delstaten Tamil Nadu, i den södra delen av landet, 2 000 km söder om huvudstaden New Delhi. Irugūr ligger 381 meter över havet och antalet invånare är 19 166.
Terrängen runt Irugūr är platt. Runt Irugūr är det tätbefolkat, med 459 invånare per kvadratkilometer. Närmaste större samhälle är Coimbatore, 11,0 km väster om Irugūr. Trakten runt Irugūr består till största delen av jordbruksmark.